# Beau Borders
Beau Borders é um engenheiro de som e sonoplasta americano. Como reconhecimento, foi nomeado ao Oscar 2014 na categoria de Melhor Mixagem de Som por Lone Survivor.